# (51824) Майкандерсон
(51824) Майкандерсон (англ. Mikeanderson) — астероид главного пояса, который был открыт 19 июля 2001 года в рамках программы NEAT по поиску околоземных астероидов в Паломарской обсерватории, США и назван в честь американского астронавта Майкла Андерсона, погибшего 1 февраля 2003 года в результате катастрофы шаттла «Колумбия».

Орбита астероида Иланрамон и его положение в Солнечной системе

Астероид Майкандерсон — один из семи астероидов, открытых в Паломарской обсерватории в середине июля 2003 года, названных в память о погибших астронавтов "Колумбии".